# Hervormde kerk (Andel)
De Hervormde kerk (ook: Blauwe kerk genaamd) is een protestants kerkgebouw in de tot de Noord-Brabantse gemeente Altena behorende plaats Andel, gelegen aan de Kerkstraat 2.

## Geschiedenis
Dit was oorspronkelijk de parochiekerk van Op-Andel waarvan de oorsprong teruggaat tot de 13e eeuw. De kerk was gewijd aan Sint-Martinus. In 1447 werd de kerk door een dijkdoorbraak getroffen en moest, op de oude fundamenten (daterend van omstreeks 1275), geheel worden herbouwd.
De kerk werd uitgebreid in 1851 met een noordelijke vleugel die haaks op de as van de oude kerk stond (de oorspronkelijke kerk is georiënteerd) en dit werd de ingangsvleugel. Toen werden ook de buitenmuren bepleisterd waardoor, vanwege een verkeerde behandeling, een blauwe kleur zou zijn ontstaan.
Van 1957-1959 werd de kerk gerenoveerd. Hierbij verdwenen de 17e-eeuwse preekstoel en de 18e-eeuwse herenbank. Er kwam aan de noordvleugel een uitbouw met halfingebouwde bakstenen toren. Dit was een ontwerp van de architecten Bezemer en De Snoo.